# Florence Baker
Florence Baker, född 6 augusti 1841 i Aiud i Rumänien, död 11 mars 1916 i Devon i Storbitannien, var en brittisk upptäcktsresande. Hon gifte sig med den brittiske upptäcktsresanden Samuel Baker och upptäckte tillsammans med honom Albertsjön 1864.
Hon ska ha fötts i en ungersk familj bosatt i Transsylvanien och tillfångatagits när hennes far och bröder mördades under den ungerska revolutionen 1848–1849. Hon såldes 1859 på slavmarknaden i Vidin i det då osmanska Bulgarien, där hon var menad att tillhöra den lokala pashan men istället köptes av Baker.